# Schafisheim
Schafisheim é uma comuna da Suíça, no Cantão Argóvia, com cerca de 2.684 habitantes. Estende-se por uma área de 6,33 km², de densidade populacional de 424 hab/km². Confina com as seguintes comunas: Gränichen, Hunzenschwil, Rupperswil, Seon, Staufen.
A língua oficial nesta comuna é o Alemão.